# Limnophora eurymetopa
Limnophora eurymetopa este o specie de muște din genul Limnophora, familia Muscidae, descrisă de Fritz Isidore van Emden în anul 1951.
Este endemică în Kenya. Conform Catalogue of Life specia Limnophora eurymetopa nu are subspecii cunoscute.